# Calipso (torpilleur)
Pour les articles homonymes, voir Calipso.
Le Calipso (fanion « CI ») était un torpilleur italien de la classe Spica - type Alcione lancé en 1938 pour la Marine royale italienne (en italien : Regia Marina). 

## Conception et description
Les torpilleurs de la classe Spica devaient répondre au traité naval de Londres qui ne  limitait pas le nombre de navires dont le déplacement standard était inférieur à 600 tonnes. Hormis les 2 prototypes, 3 autres types ont été construits : Alcione, Climene et Perseo. Ils avaient une longueur totale de 81,42 à 83,5 mètres, une largeur de 7,92 à 8,20 mètres et un tirant d'eau de 2,55 à 3,09 mètres. Ils déplaçaient 652 à 808 tonnes à charge normale, et 975 à 1 200 tonnes à pleine charge. Leur effectif était de 6 à 9 officiers et de 110 sous-officiers et marins
Les Spica étaient propulsés par deux turbines à vapeur à engrenages Parsons , chacune entraînant un arbre d'hélice et utilisant la vapeur fournie par deux chaudières Yarrow. La puissance nominale des turbines était de 19 000 chevaux-vapeur (14 000 kW) pour une vitesse de 33 nœuds (61 km/h) en service, bien que les navires aient atteint des vitesses supérieures à 34 nœuds (62,97 km/h) lors de leurs essais en mer alors qu'ils étaient légèrement chargés. Ils avaient une autonomie de 1 910 milles nautiques (3 540 km) à une vitesse de 15 nœuds (27,7 km/h)
Leur batterie principale était composée de 3 canons 100/47 OTO Model 1937. La défense antiaérienne (AA) des navires de la classe Spica était assurée par 4 mitrailleuses jumelées Breda Model 1931 de 13,2 millimètres. Ils étaient équipés de 2 tubes lance-torpilles de 450 millimètres (21 pouces) dans deux supports jumelés au milieu du navire.  Les Spica étaient également équipés de  2 lanceurs de charges de profondeur et d'un équipement pour le transport et la pose de 20 mines.

## Construction et mise en service
Le Calipso est construit par le chantier naval Cantiere navale di Sestri Ponente à Sestri Ponente en Italie, et mis sur cale le 29 octobre 1936. Il est lancé le 12 juin 1938 et est achevé et mis en service le 16 novembre 1938. Il est commissionné le même jour dans la Regia Marina.

## Histoire de service
Au début de la Seconde Guerre mondiale, le Calipso fait partie du XIIIe escadron de torpilleurs basé à Messine, qu'ili forme avec ses navires-jumeaux (sister ships) Circe, Clio et Calliope. Pendant le conflit, le torpilleur opère principalement dans des missions de lutte anti-sous-marine et d'escorte de convois.
Dans la nuit précédant la déclaration de guerre, entre le 9 et le 10 juin 1940, le Calypso et son navire-jumeau Polluce, ainsi que les destroyers Corazziere et Lanciere et les croiseurs légers Cadorna et Da Barbiano, effectuent la pose d'un champ de mines entre les îles de Lampedusa et Kerkennah.
Au cours de l'été 1940, le Calypso est impliquée dans l'opération "G. A. 1", la première tentative d'attaque des navires d'assaut italiens contre Alexandrie. Le 17 août 1940, le torpilleur, sous le commandement du lieutenant de vaisseau (tenente di vascello) Giuseppe Zambardi, quitte La Spezia pour Trapani avec à son bord quatre  propulseurs de plongée Siluro a Lenta Corsa (SLC), neuf opérateurs (Gino Birindelli, Damos Paccagnini, Alberto Branzini, Giovanni Lazzaroni, Teseo Tesei, Alcide Pedretti, Elios Toschi, Enrico Lazzari et, comme réserve, Luigi Durand de la Penne), des équipements sous-marins, l'électricien Pietro Birandelli et le commandant du Ier MAS I Flottriglia (futur Xe Flottiglia MAS), le capitaine de frégate (capitano di fregata) Mario Giorgini. Atteint le port sicilien après 410 milles nautiques (760 km), le 18 août le Calypso repart et, après d'autres 310 milles nautiques (560 km), le jour suivant, il arrive à Tripoli. Après avoir touché Tobrouk, à 8h15 du matin du 21 août le torpilleur s'amarre entre la côte et l'île de Maràcheb, dans les eaux de la baie de Menelaus, dans le Golfe de Bomba, en Cyrénaïque,. Entre-temps, plus ou moins en même temps que le Calypso, les deux autres unités impliquées dans l'opération sont arrivées: le sous-marin Iride et le navire auxiliaire Monte Gargano,. Le Calispo et le Iride partent côte à côte et les commandants des deux unités, avec le Giorgini, se rendent sur leMonte Gargano où, après une réunion à laquelle participe également le commandant du "Marilibia", l'amiral Bruno Brivonesi, il est décidé que, pour permettre aux équipages de se reposer, les opérations de transfert des SLC sur le Iride (qui les emmène ensuite à Alexandrie) et les essais de fonctionnement seraient effectués le lendemain matin.
Vers 13 heures le 21 août, trois bombardiers Bristol Blenheim, qui reviennent d'un raid sur l'aérodrome voisin de Tmimi, passent à distance de frappe des navires italiens qu'ils ont remarqués, mais ne les attaquent pas. Le 22 au matin, à 7 heures, un hydravion britannique Short Sunderland, envoyé en mission de reconnaissance au-dessus de la baie de Ménélas après l'observation faite la veille par les Blenheim, survole les unités italiennes et est touché sans succès par leur artillerie anti-aérienne, mais s'en sort ensuite indemne. Deux heures plus tard, le Iride et le Calipso s'approchent et à 11h20, les opérations de transbordement des neuf opérateurs, des équipements et des SLC sur le sous-marin sont terminées. Pendant que le Iride commence à manœuvrer pour s'éloigner de Maràcheb et effectuer un test de plongée de deux heures, le Calypso est ravitaillé en carburant depuis le Monte Gargano, puis amarré à une centaine de mètres de celui-ci, la proue pointant vers le nord. Les guetteurs sont à leur poste et les hommes à leur poste de combat. À 11h56, le Iride lance une alerte aérienne: trois bombardiers-torpilleurs Fairey Swordfish du 824e escadron de la Fleet Air Arm sont en effet apparus dans le ciel du golfe de Bomba, envoyés pour attaquer les navires italiens. La première unité à être touchée est le Iride, qui à midi est touché par une torpille à la proue et coule rapidement avec la plupart de l'équipage. Le deuxième Swordish attaque le Calipso mais les tirs d'artillerie du torpilleur le gêne, le forçant à lancer sa propre torpille à 1 000 mètres, qui manque la cible en passant à l'arrière du torpilleur et en finissant contre la côte. Le Monte Gargano, touché par une torpille à 12h03, coule rapidement et chavire. Selon des sources italiennes, le Calypso endommage gravement avec ses propres mitrailleuses l'avion qui l'a attaqué (dirigé par le lieutenant Cheeseman), qui plus tard, selon le personnel de l'aéroport d'Ain el-Gazala, s'écrase en flammes. Cependant, les sources britanniques nient cette perte et déclarent que seul l'avion du lieutenant Wellman (qui a coulé le Monte Gargano) a été endommagé.
Seule unité survivante, le Calypso récupère les survivants du Iride. Douze hommes (le commandant Brunetti, sept membres d'équipage et les quatre hommes du I Flotmas qui sont à bord au moment de l'attaque),. À l'intérieur de l'épave du Iride, coulée à 18 mètres de profondeur, 9 hommes sont coincés dans un compartiment étanche. Le 23 août, les hommes du I Flotmas, après de nombreux efforts, réussissent à en sauver sept (deux d'entre eux meurent d'embolie). De l'épave du sous-marin sont ensuite récupérés les mitrailleuses, les drapeaux et le SLC, qui sont chargés sur le Calipso qui, à ce moment-là, n'aplus qu'à retourner à Tripoli et de là à La Spezia.
Le 23 novembre 1940, à 8h40, le Calypso quitte Palerme en escortant les pétroliers Berbera et Ennio et le vapeur Eridano. Le convoi atteint Tripoli sans encombre trois jours plus tard, le 26 à 9h
Le 5 décembre 1940, le Calypso heurte une mine posée par le sous-marin britannique HMS Rorqual (N74) le 16 août précédent et coule à six milles nautiques (11 km) au nord-ouest du cap Misrata (Libye),. Il y a 90 décès et 39 survivants.

### Commandement
- Lieutenant de vaisseau (Tenente di vascello) Giuseppe Zambardi (né à Naples le 25 juillet 1907) (10 juin - 5 décembre 1940)

## Sources
- (it) Cet article est partiellement ou en totalité issu de l’article de Wikipédia en italien intitulé « Calipso (torpediniera) » (voir la liste des auteurs).